# Regione del Mar Rosso Settentrionale
La regione del Mar Rosso Settentrionale (Semenawi Keyih Bahri) è una regione dell'Eritrea, con capoluogo Massaua.

## Geografia antropica

### Suddivisioni amministrative
La regione comprende nove distretti:
- Distretto di Afabet
- Arcipelago delle Dahlak
- Ghelalo
- Foro
- Ghinda
- Karura
- Massaua
- Nacfa
- She'eb

| Controllo di autorità | VIAF (EN) 131679133 · J9U (EN, HE) 987007489430405171 |